# Trần Thanh Hoàng
Trần Thanh Hoàng (sinh ngày 25 tháng 12 năm 1971) là thẩm phán người Việt Nam. Ông hiện là Chánh án Tòa án nhân dân tỉnh Bình Dương

## Tiểu sử
Trần Thanh Hoàng sinh ngày 25 tháng 12 năm 1971.
Ông có bằng Thạc sĩ Luật.
Tháng 10 năm 2010, Tòa án nhân dân tối cao Việt Nam bổ nhiệm ông Trần Thanh Hoàng, Chánh án Tòa án nhân dân huyện Thuận An, tỉnh Bình Dương làm Thẩm phán và giữ chức vụ Phó Chánh án Tòa án nhân dân tỉnh Bình Dương.
Chiều ngày 4 tháng 8 năm 2018, Trần Thanh Hoàng, Phó Chánh án Tòa án nhân dân tỉnh Bình Dương, được trao quyết định bổ nhiệm giữ chức vụ Chánh án Tòa án nhân dân tỉnh Bình Dương thay cho ông Hồ Văn Mái nghỉ hưu theo chế độ nhà nước Việt Nam.